# Синте-Мерія
Синте-Мерія (рум. Sântă Măria) — село у повіті Селаж в Румунії. Входить до складу комуни Синміхаю-Алмашулуй.
Село розташоване на відстані 366 км на північний захід від Бухареста, 19 км на південний схід від Залеу, 42 км на північний захід від Клуж-Напоки.

## Населення
За даними перепису населення 2002 року у селі проживали 416 осіб.
Національний склад населення села:
| Національність | Кількість осіб | Відсоток |
| -------------- | -------------- | -------- |
| румуни         | 324            | 77,9%    |
| цигани         | 90             | 21,6%    |

Рідною мовою назвали:
| Мова      | Кількість осіб | Відсоток |
| --------- | -------------- | -------- |
| румунська | 409            | 98,3%    |
| циганська | 5              | 1,2%     |